# Count on My Love
Count on My Love è un singolo di The Blessed Madonna con la partecipazione di Daniel Wilson e Kon, estratto dall'album in studio Godspeed e pubblicato il 14 giugno 2024.

## Tracce
1. Count on My Love (feat. Daniel Wilson & Kon) – 5:57